# Achille (Ennio)
Achille (Achilles) è una tragedia latina (cothurnata) di Quinto Ennio, composta nel I secolo a.C. e basata su vari modelli antichi. 

## Trama
Modello di Ennio era l'omonima tragedia di Aristarco di Tegea, contemporaneo di Euripide, il che spiega il doppio titolo Achille e Achille di Aristarco. 
La trama sembra ruotasse intorno all'ambasciata inviata all'eroe, quando si era ritirato dalla rabbia dagli scontri prima di Troia, un episodio narrato nel IX libro dell'Iliade di Omero.
I frammenti sopravvissuti riguardano la lotta, forse includendo una valutazione filosofica o divina, e forse indicano una conversazione tra gli inviati inviati da Agamennone (senza successo) per persuadere Achille.